# Výr Blakistonův
Výr Blakistonův (Ketupa blakistoni, syn. Bubo blakistoni) je obrovská sova původem z východní Asie. Rozpoznávány jsou dva poddruhy, přičemž nominátní poddruh B. b. blakistoni obývá jižní Kurily, Sachalin a ostrov Hokkaidó, zatímco poddruh B. b. doerriesi žije v nejzazších výspách severovýchodní Číny, tj. v Chej-lung-ťiangu, Ťi-linu a Vnitřním Mongolsku, a v Přímořském a Chabarovském kraji a Magadanské oblasti na jihovýchodě Ruska.
S hmotností 3,5 kg v případě dospělých samců a až 4,6 kg v případě dospělých samic je výr Blakistonův pokládán za největší sovu na světě. Celková délka těla činí 60–71 cm, rozpětí křídel pak až 2 m. Tento druh se vyznačuje šedohnědě skvrnitým opeřením, na spodních partiích s jemnými tmavohnědými vlnkami a pruhy. Obličejový disk je tmavě hnědý až kaštanový, bez ostrého oddělení od zbytku hlavy. Hlava vyniká žlutýma očima, dlouhým zobákem a širokými, vodorovně se svažujícími a roztřepenými „oušky“.
Výr Blakistonův obývá zejména lesy podél rychle tekoucích vod a dalších alespoň částečně nezamrzajících vodních zdrojů. Kořistí výrů se stávají zejména ryby, ale také korýši, savci či žáby, jimiž mohou hojně krmit zejména mláďata. Zvládnou přemoci i relativně velká zvířata, jako jsou štiky amurské, sumci, lososi či savci do velikosti zajíců, kun, koček a malých psů. Při lovu neváhají vstoupit do vody, na rozdíl od jiných sov také tráví značné množství času na zemi. V zimě mohou číhat v blízkosti otvorů v říčním ledu.
Hnízdí v dutinách jasanů či topolů, na kmenech padlých stromů či na lesní půdě. Vzhledem k drsným podmínkám se výři nemusí množit každou sezónu. V případě, že zahnízdí, však často kladou vejce ještě před koncem zimy. Obvyklá velikost snůšky činí 2 vejce. Péči o vejce a mláďata zastává samice, zatímco samec obstarává potravu. Inkubační doba trvá 35 dní, mláďata opustí hnízdo asi 35–40 dnů od vylíhnutí, ačkoli ještě několik měsíců vyžadují rodičovskou péči. Čerstvě vylíhnutá mláďata mají bílé prachové peří a teprve okolo 10 až 12 dnů se jim začíná vyvíjet tmavá obličejová maska.
Mezinárodní svaz ochrany přírody (IUCN) ve svém vyhodnocení stavu ohrožení z roku 2016 považuje výra Blakistonova za ohrožený druh. Celková velikost populace činí 1 000 až 2 500 dospělců, hlavní příčiny ohrožení pramení ze závislosti tohoto druhu na čistých a nenarušených vodních zdrojích s dostatečným množstvím ryb. Mezi hrozby se řadí zejména ničení lesů a výstavba dopravní infrastruktury v přirozených biotopech, budování přehrad, znečišťování, nadměrný rybolov atd., v určité míře i odchyt.
Druh nese jméno anglického průzkumníka Thomase Blakistona, jenž roku 1883 získal jeho exemplář.